# Kate Jackson
Catherine Elise Jackson (Birmingham (Alabama), 29 d’octubre de 1948) és una actriu i productora de cinema i televisió estatunidenca. És coneguda per les seves interpretacions de Sabrina Duncan a la sèrie Els àngels de Charlie (1976-79) i d’Amanda King a la sèrie L'Espantaocells i la Sra. King (1983-87), per les quals va ser nominada als premis Emmy i als Globus d’Or. Al cinema, entre d'altres, va actuar a les pel·lícules Making Love (1982) i Loverboy (1989), així com en un bon nombre de telefilms.

## Primers anys
El seu primer paper televisiu va ser a la sèrie Dark Shadows (1970-71), on interpretava el fantasma de Daphne Harridge. La següent sèrie en la qual va treballar va ser a la policíaca The Rookies (1972-76), on era la infermera Jill Danko. El 1972 va fer el paper de la dona d’un soldat desaparegut a la guerra del Vietnam a la pel·lícula Limbo, de Mark Robson. I el 1975 va actuar a Death Scream, un telefilm basat en les circumstàncies que envoltaren l’assassinat de Kitty Genovese a Nova York el 1964.

## Els àngels de Charlie(1976-79)

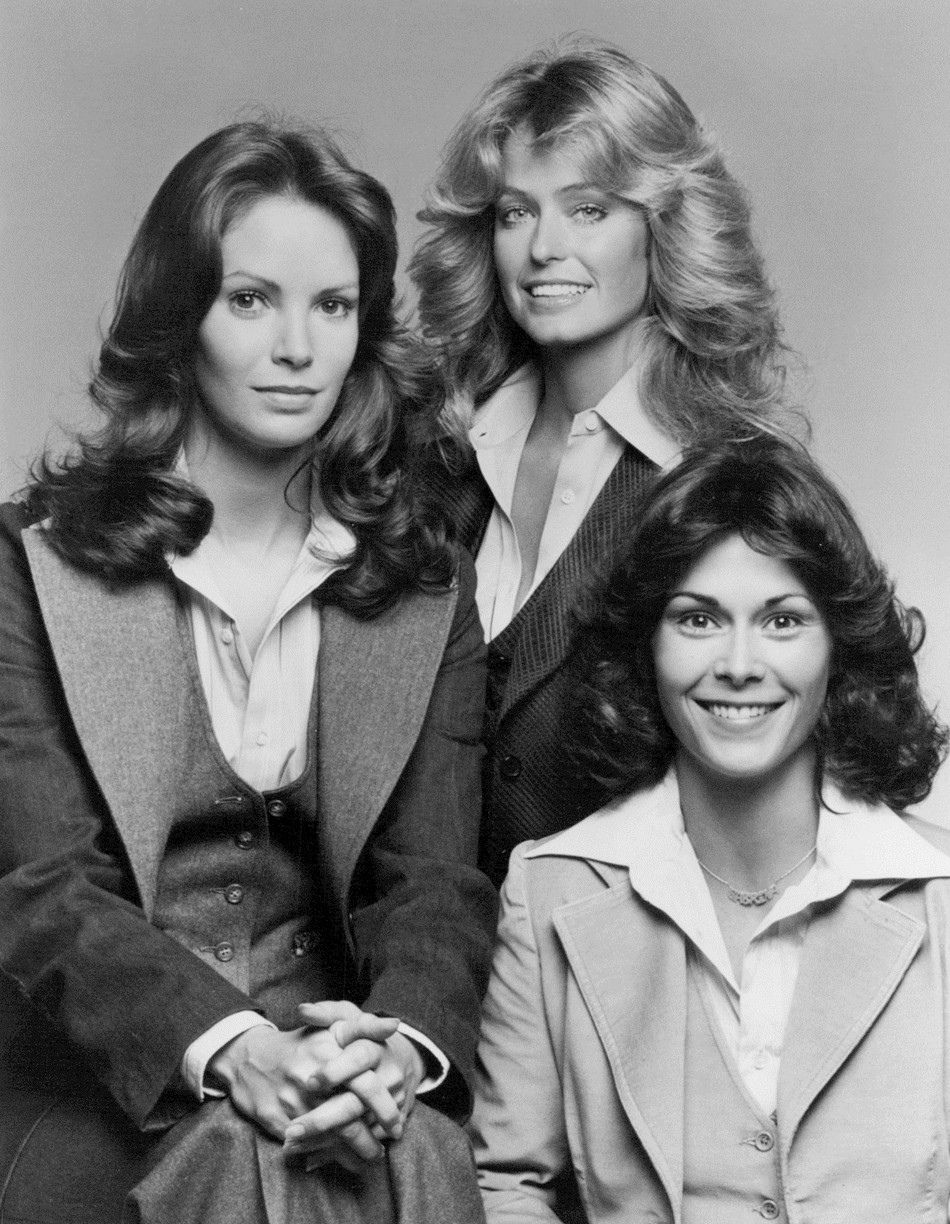
Els àngels de Charlie

El salt a la fama de Kate Jackson va arribar amb la sèrie Els àngels de Charlie, en la qual va participar les tres primeres temporades, juntament amb Farrah Fawcett i Jaclyn Smith. Representaven unes investigadores privades al servei d’un multimilionari, anomenat Charles Townsend, que no sortia mai en pantalla i a qui posava la veu John Forsythe.
Jackson va ser originalment escollida pel paper de Kelly Garrett (que després seria per a Jaclyn Smith) però finalment va interpretar el personatge de Sabrina Duncan. La sèrie va tenir un enorme èxit fins al punt que Jackson i Smith, juntament amb Farrah Fawcett (que feia de Jill Munroe) van aparèixer a la portada de la revista Time.

## A partir de 1980
El 1982 Jackson va treballar, juntament amb Harry Hamlin i Michael Ontkean, a la pel·lícula Making Love, dirigida per Arthur Hiller, que tractava el tema de l'homosexualitat.
El 1983 va protagonitzar L'Espantaocells i la Sra. King, una sèrie on representava una mestressa de casa, Amanda King, juntament amb Bruce Boxleitner, que feia d’espia amb el nom en clau d'Espantaocells.
L’any següent d’acabar l’Espantaocells i la Sra. King, Kate Jackson va actuar a Baby Boom (1988), un comèdia de situació que va durar menys d’una temporada i que va deixar episodis sense ser emesos. El 1989 va protagonitzar la pel·lícula Loverboy, de Joan Micklim Silver, i durant els anys següents va participar en diversos telefilms.
L’agost del 2006 Kate Jackson, Farrah Fawcett i Jaclyn Smith, les tres «àngels» originals, van fer una aparició per sorpresa a la 58ena edició dels premis Emmy, en homenatge al recentment desaparegut creador d'Els àngels de Charlie, Aaron Spelling.

## Vida Privada
El primer matrimoni de Kate Jackson va ser el 1978 amb l’actor i productor Andrew Stevens (fill de l’actriu Stella Stevens) l’agost de 1978. Després de divorciar-se'n, el 1982 es va tornar a casar amb l'empresari novaiorquès David Greenwald. La parella va crear l'empresa Shoot the Moon, que va ser la productora de la sèrie L'Espantaocells i la Sra. King. Es van divorciar el 1984.
Entre el 1987 i el 1989 Jackson va patir dos episodis de càncer de pit que va superar després de dues intervencions. Mentre es recuperava a Aspen, Colorado, Jackson va conèixer Tom Hart, el propietari d’un hotel de muntanya. Es van casar el 1991 i es van divorciar el 1993. El 1995 Jackson va adoptar un fill, Charles Taylor Jackson.
El mateix any 1995 Jackson va patir una altra malaltia greu. En aquest cas es va tractar d’una cardiopatia congènita per la qual va haver de tornar a passar pel quiròfan per sotmetre’s a una operació a cor obert.

## Filmografia (selecció)
| Any     | Títol                                                    | Paper               | Notes                                          |
| ------- | -------------------------------------------------------- | ------------------- | ---------------------------------------------- |
| 1970–71 | Dark Shadows                                             | Daphne Harridge     | Sèrie de TV. 71 capítols                       |
| 1971    | Night of Dark Shadows                                    | Tracy Collins       | Pel·lícula dirigida per Dan Curtis             |
| 1972    | Limbo                                                    | Sandy Lawton        | Pel·lícula dirigida per Mark Robson            |
| 1972–76 | The Rookies                                              | Jill Danko          | Sèrie de TV. 92 capítols                       |
| 1973    | Satan's School for Girls                                 | Roberta             | Telefilm                                       |
| 1974    | Death Cruise                                             | Mary Frances Radney | Telefilm                                       |
| 1975    | Death Scream                                             | Carol               | Telefilm                                       |
| 1976    | Death at Love House                                      | Donna Gregory       | Telefilm                                       |
| 1976–79 | Els àngels de Charlie (Charlie's Angels)                 | Sabrina Duncan      | Sèrie de TV. 69 capítols                       |
| 1977    | Thunder and Lightning                                    | Nancy Sue Hunnicutt | Pel·lícula dirigida per Corey Allen            |
| 1977    | James at 15                                              | Robin               | Sèrie de TV. Capítol pilot                     |
| 1979    | Topper                                                   | Marion Kerby        | Telefilm                                       |
| 1981    | Dirty Tricks                                             | Polly Bishop        | Pel·lícula dirigida per Alvin Rakoff           |
| 1982    | Making Love                                              | Claire              | Pel·lícula dirigida per Arthur Hiller          |
| 1983–87 | L’Espantaocells i la Sra. King (Scarecrow and Mrs. King) | Amanda King         | Sèrie de TV. 89 capítols. Actriu i productora. |
| 1988–89 | Baby Boom                                                | J.C. Wiatt          | Sèrie de TV. 13 capítols                       |
| 1989    | Loverboy                                                 | Diane Bodek         | Pel·lícula dirigida per Joan Micklin Silver    |
| 1992    | Quiet Killer                                             | Dra. Nora Hart      | Telefilm                                       |
| 1993    | Empty Cradle                                             | Rita Donohue        | Telefilm                                       |
| 1994    | Armed and Innocent                                       | Patsy Holland       | Telefilm                                       |
| 1996    | Panic in the Skies!                                      | Laurie Ann Pickett  | Telefilm                                       |
| 1999    | Error in Judgment                                        | Shelley             | Pel·lícula dirigida per Scott P. Levy          |
| 2000    | Satan's School                                           | La degana           | Telefilm                                       |
| 2004    | Larceny                                                  | La mare             | Pel·lícula dirigida per Irving Schwartz        |
| 2004    | No Regrets                                               | Suzanne Kennerly    | Pel·lícula dirigida per Curt Hahn              |

## Nominacions
Globus d'Or:
- 1977: Millor actriu en sèrie de televisió dramàtica per Els àngels de Charlie.
- 1978: Millor actriu en sèrie de televisió dramàtica per Els àngels de Charlie.
- 1979: Millor actriu en sèrie de televisió dramàtica per Els àngels de Charlie.
- 1985: Millor actriu en sèrie de televisió dramàtica per L'Espantaocells i la Sra. King.

Premis Emmy:
- 1977: Millor actriu invitada en sèrie dramàtica per James at 15.
- 1978: Millor actriu en sèrie dramàtica per Els àngels de Charlie.
- 1979: Millor actriu en sèrie dramàtica per Els àngels de Charlie.